# Children's Party at the Palace
O Children's Party at the Palace foi um evento organizado por Peter Orton da Hit Entertainment e David Johnstone da DJI Consult, realizado no Jardim do Palácio de Buckingham em 25 de junho de 2006 em homenagem aos 80 anos da rainha Elizabeth II. O evento, que teve o tema literatura infantil britânica, foi assistido por 2.000 crianças e 1.000 adultos que foram escolhidos através de uma cédula nacional. Na chegada, todos os convidados receberam uma cesta roxa com lanches preparados por Jamie Oliver.
Para a ocasião, os terrenos do palácio foram transformados em cenas de livros infantis, incluindo lugares como o Bosque dos Cem Acres e 80 personagens fantasiados, e um modelo do BGA sentado em um piano enorme. O terreno também tinha um canto de autor, onde autores como J.K. Rowling, Philip Pullman, Eric Hill e Raymond Briggs liam seus livros e assinavam autógrafos.

## The Queen's Handbag
A principal atração da festa foi uma peça em estilo de pantomima chamada The Queen's Handbag, escrita pelo autor e dramaturgo infantil David Wood e dirigida por Trevor Nunn, que foi apresentada em um palco que lembrava o Palácio de Buckingham e transmitida ao vivo pela BBC One e o canal CBBC.
Na peça, os vilões da literatura infantil estão furiosos ao descobrir que nenhum deles foi convidado para a festa, então decidem arruinar a festa para os presentes também. Depois de várias tentativas fracassadas, um deles consegue roubar a bolsa da rainha. Sem o seu conteúdo, seus óculos de leitura, a rainha não será capaz de entregar seu discurso de encerramento. Múltiplas cenas da peça, incluindo uma cena estrelada por Harry Potter e seus amigos, foram pré-gravadas e tocadas em grandes telas de vídeo.
A peça terminou com uma versão de "Supercalifragilisticexpialidocious" de todo o elenco, liderada pela companhia londrina do musical Mary Poppins. Durante todo o programa, o público foi mantido atualizado sobre o status da bolsa em falta, com relatórios da BBC News e Crimewatch. O uso de um noticiário falso causou queixas na BBC.
Este especial só foi exibido uma vez na televisão e nunca foi repetido, semelhante ao The Demon Headmaster, que estreou no dia 25 de dezembro de 1997, no dia de Natal.

### Inserção de Harry Potter
A seqüência de Harry Potter foi um clipe de 2:55, filmado no set de Harry Potter e a Ordem da Fênix. O clipe apresentou os atores Daniel Radcliffe, Rupert Grint, Emma Watson e Matthew Lewis, reprisando seus papéis como Harry Potter, Rony Weasley, Hermione Granger e Neville Longbottom, respectivamente, e sua tentativa de ajudar a encontrar a bolsa perdida da rainha usando seus conhecimentos mágicos.
Uma linha de diálogo faz referência a um personagem chamado Peeves, que é um personagem recorrente nos romances originais de Potter, mas foi omitido das adaptações do filme.